# Amtsgericht Cismar
Das Amtsgericht Cismar war ein preußisches Amtsgericht mit Sitz in Cismar.

## Geschichte
In Cismar erfolgte die Rechtsprechung im Amt Cismar bzw. das in Personalunion mit dem Amt Cismar mitverwaltete Amt Oldenburg (Holstein). 
Mit der Annexion Schleswig-Holsteins wurden 1867 in der nunmehr preußischen Provinz fünf Kreisgerichte und das übergeordnete Appellationsgericht Kiel eingerichtet. Als Eingangsgerichte wurden Amtsgerichte geschaffen, darunter das Amtsgericht Cismar als eines von 16 Amtsgerichten des Kreisgerichts Kiel. Den Gerichtssprengel bildeten die Großherzoglich Oldenburgischen Fideikommissgüter Lensahn, Coselau, Sievershagen, die Güter Mannhagen und Wahrendorf, das bisherige Amt Cismar mit Ausnahme des Gehöfts Ruhleben und der zu Heiligenhafen und Oldenburg gelegenen Pertinenzien sowie die Clement-Caland-Dörfer Marxdorf, Klein Schlamin und Bentfeld.
Um 1874 wurde das Amtsgericht Cismar aufgehoben und sein Sprengel auf benachbarte Amtsgerichte, hauptsächlich dem Amtsgericht Neustadt in Holstein verteilt.